# Germana Fösleitner
Germana Fösleitner (* 18. Juli 1941 in Mitterweng, Gemeinde Edlbach, Oberösterreich) ist eine österreichische Politikerin der ÖVP.

## Leben
Sie wuchs als das siebte von acht Kindern auf einem Bergbauernhof in Edlbach bei Windischgarsten auf. Nach dem Besuch von Volks- und Hauptschule besuchte Germana Fösleitner von 1958 bis 1959 die landwirtschaftliche Fachschule in Weyregg am Attersee und von 1959 bis 1963 die Höhere Bundeslehranstalt Elmberg, welche sie mit der Matura abschloss. Das Pädagogium in Wien schloss sie 1964 mit der Lehrbefähigung ab. In den Jahren 1964 bis 1979 war sie als Fachschullehrerin tätig, zusätzlich ab 1968 als Landwirtin. 1998 wurde sie Ökonomierätin.

## Politische Karriere
Fösleitner war ab 1985 Mitglied des Gemeinderates der Gemeinde Weyer-Land. Von 1991 bis 2000 war sie auch Abgeordnete zum Oberösterreichischen Landtag, von 1972 bis 1996 Ortsbäuerin in Weyer sowie von 1988 bis 1996 Obfrau der Österreichischen Frauenbewegung Weyer. In den Jahren 1979 bis 1989 war sie Mitglied des Aufsichtsrates und Stellvertreterin des Vorsitzenden im Milchhof Steyr und Mitglied des Landesstellenausschusses der Sozialversicherung der Bauern von 1984 bis 1997. Weiters ist sie Obfrau des Oberösterreichischen Almvereines, Vorstandsmitglied im Regionalforum Steyr-Kirchdorf, Obmann-Stellvertreterin im Verein Oberösterreichische Eisenstraße.
Vom 6. Juli 2000 bis 22. Oktober 2003 war sie Mitglied des Bundesrates.